# Lac de Vodo di Cadore
Le lac de Vodo di Cadore est un réservoir artificiel tiré des eaux de la rivière Boite ; il est situé en dessous du centre de Vodo di Cadore (province de Belluno), un peu plus en amont du lac voisin Valle di Cadore. La centrale hydroélectrique a été mise en service par la SADE et a été achevée en 1960 ; les eaux du bassin sont reliées à l'usine de Pontesei. Tous ces bassins font partie d'un système hydroélectrique plus vaste, conçu pour tirer le meilleur parti des eaux des rivières qui le composent : Piave, Boite, Maè, Vajont. 

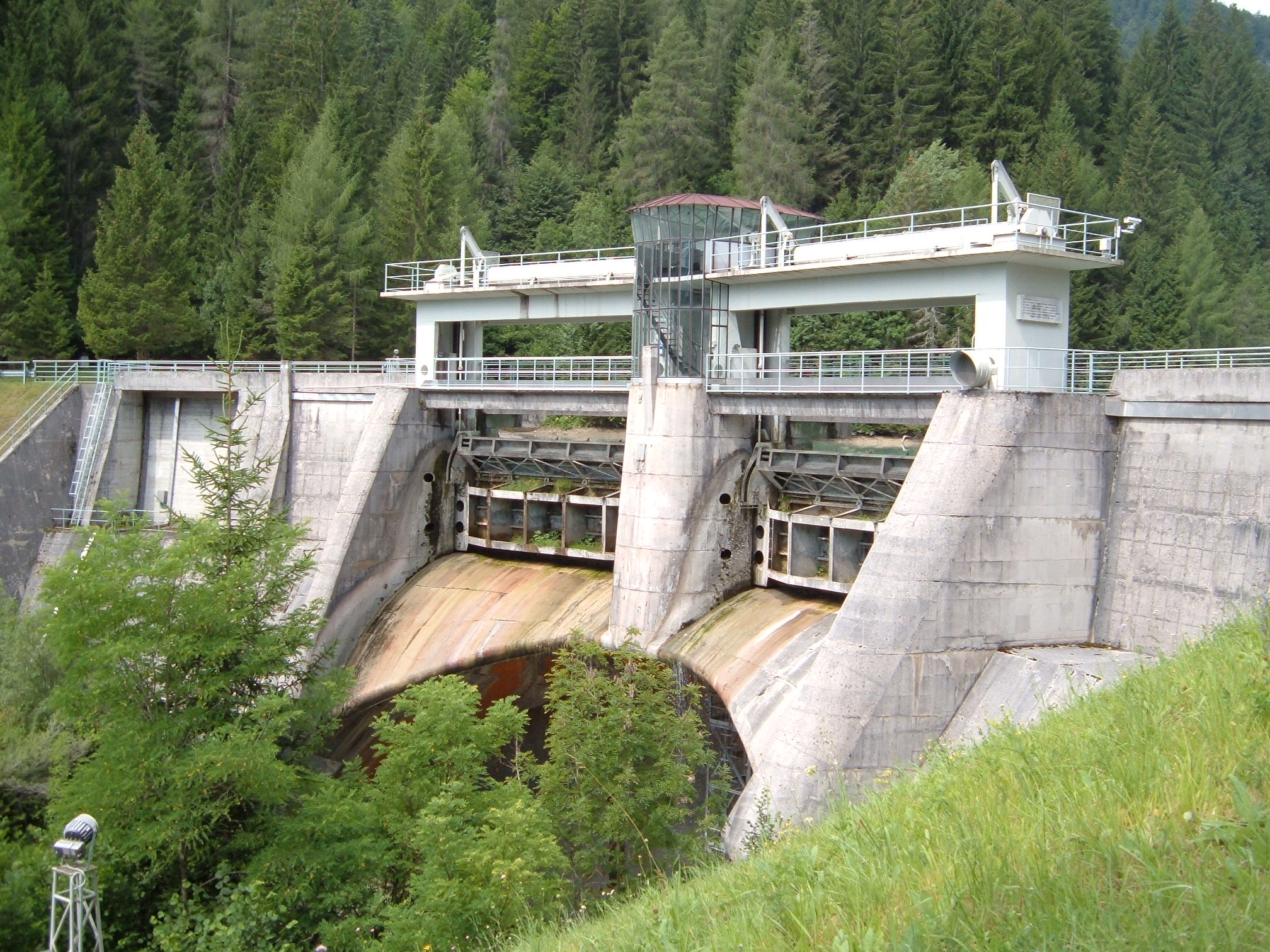
Vue d'ensemble du barrage.
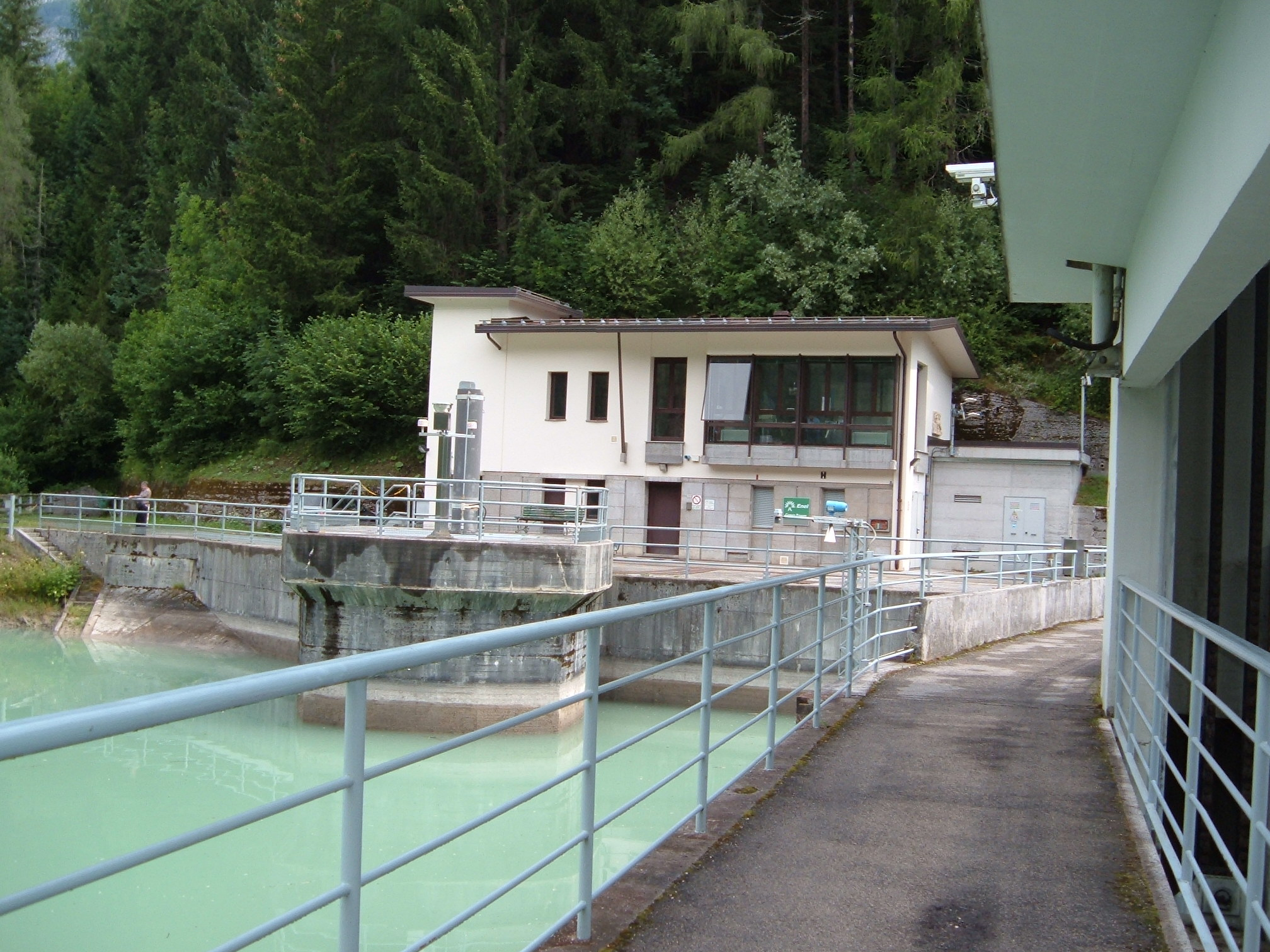
Bâtiment de contrôle de la centrale hydroélectrique.